# Heitor Humberto de Andrade
Heitor Humberto de Andrade (Salvador, 21 de junho de 1937 – Brasília, 1 de dezembro de 2017), também conhecido como H2A, é um poeta e jornalista brasileiro.

## Obra
Publicou os seguintes livros:
- Corpos de concreto (Salvador, Imprensa Oficial da Bahia, 1964)
- Sigla viva (Rio de Janeiro, Grupo de Planejamento Gráfico Editores, 1970)
- 3x1: a matemática do poema (Brasília, Senado Federal, 1978 – Coleção Machado de Assis, 14)
- Nas grades do tempo (Brasília, André Quicé, 1994)
- Minha moldura é o Universo (Brasília, Siglaviva, 2012)
- O cão selvagem (Brasília, Siglaviva, 2013)
- Corpos de concreto, edição comemorativa de 50 anos (Brasília, Siglaviva, 2014)
- Probabilidade do jogo, edição especial numerada (Brasília, Siglaviva, 2016)

A partir de 1970, Heitor Humberto de Andrade publica os seguintes "pôsteres-poemas": "Sigla Viva" e "Só amo" (1970; arte: Sami Mattar), "Lirismo" (1985 [com o poema de mesmo título (1960)]; arte: J. L. Paula), "Pequena Revolução Burguesa" (1989; arte: Simone Queiroz), "Vislumbre" (1994; arte: Mônica Indig), "A Mulher dos Meus Sonhos" (2006; arte: Beto Sá), "A Mario Quintana" (2010; arte: Ilva Araujo), "Momento" (2010; arte: Marcos Design) e "Delicadeza de Lorena" (2013; arte: Renato Cunha).
Em 1985, o poema "Lirismo" foi aproveitado pela Mane do Brasil (com tiragem de mil peças, distribuídas em todas as filiais da empresa no mundo e oferecidas aos grandes clientes, como brinde da inauguração da fábrica [8.3.1985]). A matriz (francesa) foi fundada em 1871 e hoje é administrada pela quarta geração da família Mane). Especializada na criação de essências aromáticas do perfumismo e da produção de bebidas destiladas, a filial brasileira é sediada no bairro de Jacarepaguá, na cidade do Rio de Janeiro. O consagrado designer J. L. Paula criou, para a Mane do Brasil, essa premiada peça de design gráfico, inspirada no citado poema de 1960 de Heitor Humberto de Andrade. No cartaz, o poema "Lirismo" convive com uma grande balança, frascos, garrafas e um antigo almofariz: "Havia um jasmineiro / lá em casa / florescia todo ano // Nem a fumaça que o envolvia / obscurecia sua alvura / aos olhos da rua // Ele brincava de florir / cuspindo todo mundo / com suas pétalas de perfume".
Em 2008, apresentou o monólogo teatral Teatro do Imprevisto, sua primeira experiência no teatro, no Café com Letras, em Brasília.
Poemas, resenhas sobre novos livros, artigos, textos de peças publicitárias, sueltos (notas crítico-jornalísticas) e reportagens de Heitor Humberto de Andrade foram publicados em diversos jornais e revistas. Foi o editor (dez edições anuais, em abril de cada ano - de 2000 a 2009 -, nos aniversários de Brasília) da revista O Pioneiro, do Clube dos Pioneiros de Brasília. Foi filiado ao Sindicato dos Escritores do DF e ao Sindicato dos Jornalistas Profissionais do DF.